# 52. вечити дерби у фудбалу
52. вечити дерби у фудбалу је фудбалска утакмица одиграна у Београду 2. маја 1973. године, између Црвене звезде и Партизана. Утакмица се завршила резултатом 1 : 1 (0 : 0).